# Mento
Mento (von altspanisch mentar, „erwähnen“) ist ein aus Jamaika stammender Volksmusikstil und Tanzstil, der zu einem Vorbild für die Mitte des 20. Jahrhunderts in Jamaika entwickelten Popularmusikstile Ska und Reggae wurde.
Der Mento war eine rein unterhaltende und keine religiöse Musikform. Er steht am Beginn der jamaikanischen Popularmusik, da er eine Synthese vieler musikalischer Formen ist und nicht mit einer bestimmten Region, Gruppe oder Religion identifiziert wird. Aus dem Mento entstand der jamaikanische Nationaltanz.
Der Mento war ein Metier der „Troubadoure“, die über das Land zogen und Neuigkeiten, Klatsch und Sozialkritik in Liedern und Tänzen verbreiteten. Er war die verbreitetste Musik in Jamaika und drückte die Hoffnungen, Wünsche und Lebensphilosophie der Menschen aus. Er entstand als Folge eines Kreolisierungsprozesses, der Elemente der in Jamaika populären europäischen Tänze wie Quadrille oder Mazurka mit Elementen afro-jamaikanischer Musiktradition wie Jonkanoo (auch Jonkonnu oder John Canoe geschrieben) oder der kubanischen Rumba verband.
Im Mento sind afrikanische Bezüge deutlich sichtbar: Die Texte waren einfach, die Reime basierten auf zwei sich wiederholenden Aussagen, dem call-and response-Stil, die Betonung lag auf dem polyrhythmischen Muster. Beim Tanz entstammen die hüft-zentrierten Bewegungen mit ergänzenden Kopf-, Schulter- und Armbewegungen der traditionellen Form des Kumina. Die Texte waren direkt und fast pornographisch, so dass manche Platte unter dem Druck der Kirche nur unter dem Ladentisch verkauft werden konnte.
Auffällig ist ein stetiger 4/4-Rhythmus und die ungewöhnliche Instrumentierung. Die Rhythmusgruppe besteht im Mento aus der Rumba box (einem Bass-Lamellophon), Bongos, Maracas (Gefäßrasseln) und Banjos. Die Melodieinstrumente sind manchmal selbstgebaut wie Bambussaxophone, häufiger sind jedoch Saxophone, Klarinetten und Violinen anzutreffen.
In den 1950er Jahren verband sich der Mento in Jamaika mit dem Calypso aus Trinidad. Mento hat starken Einfluss auf den Ska genommen. In den frühen 1960ern entstanden Ska-Versionen traditioneller Mento-Stücke. In gewisser Weise war dieser frühe Einfluss des Mento ein Ausdruck des Stolzes der Zeit, da die Feierlichkeiten zur Unabhängigkeit 1962 in den Köpfen der Jamaikaner noch präsent waren. Der Einfluss des Mento nahm während der Reggae-Ära noch zu. Es gab einen richtigen Sub-Style oder ein Genre des Mento-Reggae, der besonders in ländlichen Gebieten sehr populär war.
Berühmte Mento-Künstler der 1940er, 1950er und 1960er Jahre waren Count Lasher, Lord Tanamo, Lord Flea, Lord Creator und Laurel Aitken. Heutzutage gibt es nur noch wenige Bands wie die Jolly Boys oder Stanley Beckford, die den Mento spielen. Mento wird auch noch gespielt von Willie B und seiner Coral Group von der Karibikinsel Providencia (Kolumbien).